# 福格罗勒
福格罗勒（法語：Fauguerolles，法語發音：[foɡʁɔl]）是法国洛特-加龙省的一个市镇，属于马尔芒德区。

## 地理
福格罗勒（44°26'26"N, 0°14'57"E）面积6.93 平方千米，位于法国新阿基坦大区洛特-加龍省，该省份为法国西南部内陆省份，北起多爾多涅省，西接吉倫特省和朗德省，南至热尔省，东临塔恩-加龙省和洛特省。
与福格罗勒接壤的市镇（或旧市镇、城区）包括：贡托德诺加雷、福耶、隆格维尔、塞内斯蒂、塔耶堡。

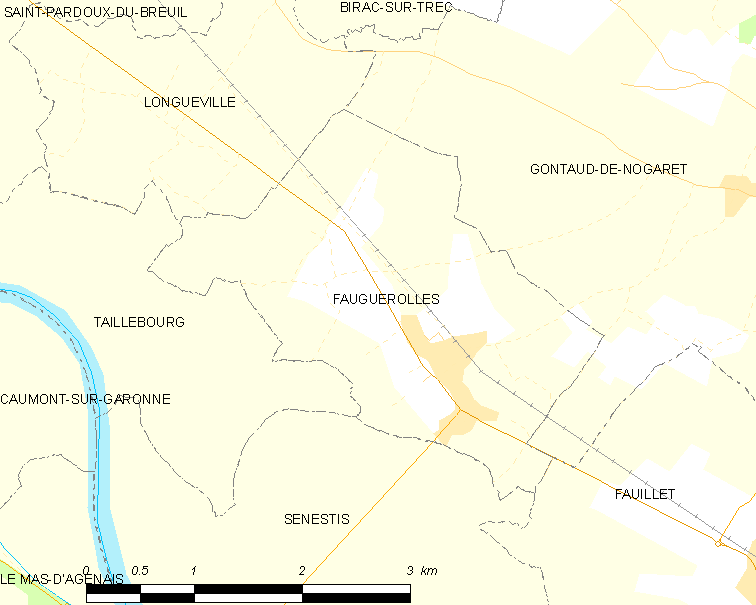
福格罗勒的OSM定位图

福格罗勒的时区为UTC+01:00、UTC+02:00（夏令时）。

## 行政
福格罗勒的邮政编码为47400，INSEE市镇编码为47094。

## 政治
福格罗勒所属的省级选区为马尔芒德第二县。

## 人口

1962-2008年间福格罗勒人口变化图示

福格罗勒于2022年1月1日时的人口数量为827人。